# FINA Water Polo World Cup 2018 (maschile)
La Coppa del Mondo maschile di pallanuoto 2018 è stata la 16ª edizione della manifestazione che viene organizzata ogni quattro anni dalla FINA. Come nella precedente edizione, sono state invitate le migliori 3 del precedente campionato mondiale e le vincitrici di ciascuno dei 5 campionati continentali.

## Squadre partecipanti
- Australia
- Croazia
- Germania
- Giappone
- Serbia
- Stati Uniti
- Sudafrica
- Ungheria

## Formula
Le 8 squadre partecipanti vengono suddivise in due gironi da quattro squadre ciascuno. Ciascuna squadra affronta le altre tre incluse nel proprio girone una sola volta, per un totale di tre partite per ciascuna squadra. Alla fine di tale fase le squadre si incrociano nei Quarti ad eliminazione diretta a seconda del piazzamento nei gironi.

## Turno preliminare

### Gruppo A
|   | Squadra   | Pts | G | V | N | P | GF | GS | DR  |
| - | --------- | --- | - | - | - | - | -- | -- | --- |
| 1 | Germania  | 4   | 3 | 2 | 0 | 1 | 35 | 29 | +6  |
| 2 | Ungheria  | 4   | 3 | 2 | 0 | 1 | 38 | 34 | +4  |
| 3 | Australia | 4   | 3 | 2 | 0 | 1 | 32 | 24 | +4  |
| 4 | Giappone  | 0   | 3 | 0 | 0 | 3 | 29 | 47 | -18 |

11 settembre
| Australia | 14 - 6  | Giappone |
| Germania  | 12 - 10 | Ungheria |

12 settembre
| Australia | 8 - 9  | Ungheria |
| Germania  | 14 - 9 | Giappone |

13 settembre
| Ungheria | 19 - 14 | Giappone  |
| Germania | 10 - 9  | Australia |

### Gruppo B
|   | Squadra     | Pts | G | V | N | P | GF | GS | DR  |
| - | ----------- | --- | - | - | - | - | -- | -- | --- |
| 1 | Serbia      | 5   | 3 | 2 | 1 | 0 | 45 | 21 | +24 |
| 2 | Croazia     | 5   | 3 | 2 | 1 | 0 | 50 | 22 | +6  |
| 3 | Stati Uniti | 2   | 3 | 1 | 0 | 2 | 33 | 35 | -2  |
| 4 | Sudafrica   | 0   | 3 | 0 | 0 | 3 | 11 | 61 | -50 |

11 settembre
| Serbia  | 21 - 3  | Sudafrica   |
| Croazia | 15 - 10 | Stati Uniti |

12 settembre
| Serbia  | 14 - 8 | Stati Uniti |
| Croazia | 25 - 2 | Sudafrica   |

13 settembre
| Serbia    | 10 - 10 | Croazia     |
| Sudafrica | 6 - 15  | Stati Uniti |

## Fase finale

### Tabellone
|  | Quarti di finale | Quarti di finale |           |          | Semifinali                | Semifinali                |  |  | Finale | Finale |
|  |                  |                  |           |          |                           |                           |  |  |        |        |
|  |                  |                  |           |          |                           |                           |  |  |        |        |
|  |                  |                  |           |          |                           |                           |  |  |        |        |
|  | Ungheria         | 10               |           |          |                           |                           |  |  |        |        |
|  | Ungheria         | 10               |           |          |                           |                           |  |  |        |        |
|  | Stati Uniti      | 8                |           |          |                           |                           |  |  |        |        |
|  | Stati Uniti      | 8                | Ungheria  | 12       |                           |                           |  |  |        |        |
|  |                  |                  | Ungheria  | 12       |                           |                           |  |  |        |        |
|  |                  | Serbia           | 11        |          |                           |                           |  |  |        |        |
|  | Giappone         | Serbia           | 11        | 7        |                           |                           |  |  |        |        |
|  | Giappone         |                  |           | 7        |                           |                           |  |  |        |        |
|  | Serbia           | 12               |           |          |                           |                           |  |  |        |        |
|  | Serbia           | 12               | Ungheria  | 10       |                           |                           |  |  |        |        |
|  |                  |                  | Ungheria  | 10       |                           |                           |  |  |        |        |
|  |                  | Australia        | 4         |          |                           |                           |  |  |        |        |
|  | Australia        | Australia        | 4         | 9        |                           |                           |  |  |        |        |
|  | Australia        |                  |           | 9        |                           |                           |  |  |        |        |
|  | Croazia          | 8                |           |          |                           |                           |  |  |        |        |
|  | Croazia          | 8                | Australia | 11       | Finale per il terzo posto | Finale per il terzo posto |  |  |        |        |
|  |                  |                  | Australia | 11       | Finale per il terzo posto | Finale per il terzo posto |  |  |        |        |
|  |                  | Germania         | 10        |          |                           |                           |  |  |        |        |
|  | Germania         | Germania         | 10        | 24       | Serbia                    | 15                        |  |  |        |        |
|  | Germania         |                  |           | 24       | Serbia                    | 15                        |  |  |        |        |
|  | Sudafrica        | 5                |           | Germania | 9                         |                           |  |  |        |        |
|  | Sudafrica        | 5                |           |          | 9                         |                           |  |  |        |        |
|  |                  |                  |           |          |                           |                           |  |  |        |        |
|  |                  |                  |           |          |                           |                           |  |  |        |        |

### Classifica Finale
| Pos. | Squadra     |
| ---- | ----------- |
|      | Ungheria    |
|      | Australia   |
|      | Serbia      |
| 4    | Germania    |
| 5    | Croazia     |
| 6    | Stati Uniti |
| 7    | Giappone    |
| 8    | Sudafrica   |

### Riconoscimenti
- Miglior marcatore:  Gavril Subotić
- Miglior portiere:  Joel Dennerley
- Miglior giocatore:  Aaron Younger